# Eveli Saue
Eveli Saue (* 13. Februar 1984 in Kärdla) ist eine ehemalige estnische Biathletin.
Eveli Saue, die seit 2001 Biathlon betreibt, startet für den Sportclub Biathlon Kärdla. Die in Elva lebende Studentin gehört seit 2002 zum estnischen Nationalteam und wird von Tõnu Pääsuke trainiert. Ihr Debüt im Biathlon-Weltcup gab sie 2002 in Antholz auf der Einzelstrecke (75.). Im folgenden Jahr lief sie an selber Stelle, wiederum bei einem Einzelrennen, erstmals in die Punkte (27.). 2004 nahm sie an den Weltmeisterschaften in Oberhof teil (81. im Sprint). Bei den Juniorenweltmeisterschaften 2005 im finnischen Kontiolahti gewann sie zusammen mit Tagne Tähe und Sirli Hanni die Bronzemedaille im Staffelwettbewerb.
Bei den Olympischen Spielen 2006 in Turin, wo sie bei der Eröffnungsfeier Fahnenträgerin der estnischen Mannschaft war, trat sie im Einzel (73.), Sprint (47.) und in der Verfolgung (überrundet) an.
Beim Weltcup-Einzelrennen in Hochfilzen in der Saison 2006/07 konnte sie mit einem fünften Rang erstmals überraschend in die Weltspitze vordringen. 2007 startete die Estin bei der WM in Antholz. Mit Platz 15 im Sprint, Rang 23 in der Verfolgung und Platz 22 im Massenstart erreichte sie gute Resultate, auch im Einzel lief sie als 28. noch unter die Top 30. Mit der Staffel kam sie auf den 13. Platz, ihr bisheriges WM-Bestergebnis. Bei einem weiteren Einzel-Rennen im finnischen Lahti erreichte sie mit dem 8. Platz ebenfalls die Top Ten. Am Ende der Saison erreichte die Estin den 34. Platz der Gesamtwertung, den sie in der folgenden Saison mit Platz 27 noch verbessern konnte. Auch bei der WM 2008, in ihrer bislang besten Saison, konnte Saue an allen Rennen teilnehmen und immer unter die besten 30 laufen. Im Einzel erreichte sie den 23. Platz, im Sprint wurde sie 26., 19. der Verfolgung und 29. im Massenstart. Mit der Staffel wurde Saue 17.
Weniger erfolgreich verlief die WM 2009 in Pyeongchang. In keinem Einzelrennen erreichte sie die besten 30 Plätze. Sie belegte den 77. Platz im Einzel, im Sprint wurde sie 51., konnte sich aber bis auf Platz 32 im Verfolgungsrennen verbessern. Mit der Staffel lief Eveli Saue auf Platz 14. In der Saison 2008/09 konnte sie die Platzierung als 40. nicht ganz halten, aber lief weiter im erweiterten Kreis der Weltspitze.
Nach einer guten Vorbereitung auf die Saison 2009/10, wo sie unter anderem das Biathlon-Testrennen in Muonio gewann, zog sie sich gleich zu Beginn der Weltcup-Saison in Östersund bei einem Trainingsunfall einen Wadenbeinbruch zu. Nach ihrer Verletzungspause ging sie bei den Weltcups in Ruhpolding und Antholz im Sprintwettbewerb an den Start, wo sie nur die Plätze 89 und 67 belegen konnte. Dennoch wurde Eveli Saue für die Olympischen Winterspiele 2010 nominiert. Neben Platz 18 mit der estnischen Staffel war Rang 42 im Einzel ihr bestes Resultat in Vancouver. Nach den Wettbewerben in Vancouver startete Saue bei den Biathlon-Europameisterschaften 2010 im heimischen Otepää. Sowohl im Einzelwettbewerb als auch im Sprint verpasste sie als Vierte knapp eine Medaille. Im Verfolgungswettbewerb belegte sie den neunten Platz und mit der estnischen Staffel wurde sie Fünfte. In der Saison 2010/11 konnte Saue wieder den Anschluss an die erweiterte Weltspitze herstellen. Zu Beginn der Weltcupsaison belegte sie beim Sprint in Hochfilzen den zehnten Platz. Ihr bestes Saisonresultat gelang ihr dann beim Sprintwettbewerb in Antholz, wo sie mit fehlerfreier Schießleistung den neunten Platz erkämpfen konnte. Im Laufe der Saison gelangen ihr noch weitere fünf Top-20-Platzierungen. Am Ende belegte sie den 28. Platz in der Weltcupgesamtwertung. Die Biathlon-Weltmeisterschaften 2011 im russischen Chanty-Mansijsk begannen für Saue mit einem 42. Platz im Sprintwettbewerb. Im anschließenden Verfolgungswettbewerb wurde sie auf der letzten Runde überrundet. Durch die schlechten Resultate konnten sie nicht am Massenstartwettbewerb teilnehmen. Beim Einzelwettbewerb zeigte sie sich jedoch stark verbessert und ihr gelang mit dem zwölften Platz ihr bisher bestes Karriereresultat bei Weltmeisterschaften. Nach der Weltcupsaison ging Saue bei den estnischen Meisterschaften im Skilanglauf über 30 Kilometer Freistil an den Start. Zusammen mit ihrer Mannschaftskollegin Kadri Lehtla konnte sie sich kurz vor dem Ziel von den Spezialisten absetzen. Im Zielsprint setzte sich Saue gegen Lehtla durch und gewann ihren ersten nationalen Titel im Skilanglauf. Nachdem Saue mit Rang 28 in der Gesamtwertung der Weltcupsaison ihren eigenen Leistungsansprüchen nicht mehr gerecht wurde und weil sie sich von estnischen Verband nicht gut genug unterstützt fühlte, kündigte sie an, in der Saison 2011/12 zu pausieren. Eine Rückkehr in den Leistungssport hielt sie sich für die darauf folgende Saison vor, zumindest das Training möchte sie dann wieder aufnehmen. Im Januar 2012 kündigte Saue an, in den Weltcup zurückzukehren und an den Wettbewerben in Oslo teilzunehmen, um die estnische Mannschaft vor allem bei den Biathlon-Weltmeisterschaften 2012 in Ruhpolding zu unterstützen. Als Vorbereitungswettkampf bestritt sie die estnische Meisterschaft im Skilanglauf, wo sie beim Sieg von Kadri Lehtla über 10 Kilometer Freistil den fünften Platz belegte. Im Sprintwettbewerb von Oslo belegte sie bei ihrem Comeback im Biathlonweltcup mit zwei Schießfehlern den 53. Platz. Bei der Biathlon-Weltmeisterschaft belegte Saue mit zwei Schießfehlern den 35. Platz.
Im Mai 2012 gab Saue bekannt, dass sie ihre sportliche Karriere nicht fortsetzen werde und sich auf ihren Beruf konzentrieren werde. Sie wolle jedoch dem estnischen Biathlon erhalten bleiben und ihre Erfahrungen beratend in die Jugendarbeit einbringen.
Eveli Saue  lebt in Elva mit dem estnischen Biathleten Priit Viks zusammen. Sie nimmt auch an Wettkämpfen im Orientierungslauf teil und gewann bei den Junioren-Weltmeisterschaften 2003 eine Bronzemedaille auf der Kurzdistanz.

## Biathlon-Weltcup-Platzierungen
Die Tabelle zeigt alle Platzierungen (je nach Austragungsjahr einschließlich Olympische Spiele und Weltmeisterschaften).
- 1.–3. Platz: Anzahl der Podiumsplatzierungen
- Top 10: Anzahl der Platzierungen unter den ersten zehn (einschließlich Podium)
- Punkteränge: Anzahl der Platzierungen innerhalb der Punkteränge (einschließlich Podium und Top 10)
- Starts: Anzahl gelaufener Rennen in der jeweiligen Disziplin
- Staffel: inklusive Mixed- und Single-Mixed-Staffeln

| Platzierung | Einzel | Sprint | Verfolgung | Massenstart | Staffel | Gesamt |
| ----------- | ------ | ------ | ---------- | ----------- | ------- | ------ |
| 1. Platz    |        |        |            |             |         |        |
| 2. Platz    |        |        |            |             |         |        |
| 3. Platz    |        |        |            |             |         |        |
| Top 10      | 2      | 3      | 1          |             | 1       | 7      |
| Punkteränge | 12     | 26     | 19         | 12          | 19      | 88     |
| Starts      | 27     | 69     | 32         | 12          | 19      | 159    |